# Якщо можеш, прости...
«Якщо можеш, прости…» (рос. «Е́сли мо́жешь, прости́…») — український радянський художній фільм 1984 року режисера Олександра Ітигілова. Виробництво кіностудії імені Олександра Довженка.

## Сюжет
Сім років Яків чекає повернення дружини, продовжуючи її любити. Коли йому виповнився сорок один рік, турботливий голова колгоспу силою відправив Якова у відпустку, сподіваючись на те, що він повернеться не один. Але Яків не виїхав, бо зустрів на вокзалі свою кохану з новим чоловіком і сином, і дізнався, що вони їдуть в той самий санаторій…

## У ролях
- Сергій Никоненко —  Яків Шугай, колгоспний механізатор
- Любов Поліщук —  Даша, колишня дружина Якова
- Юрій Кузьменков —  Федір
- Ольга Матешко —  Олена
- Олег Табаков —  Степан Кузьмич, письменник
- Борислав Брондуков —  Семен
- Тетяна Кравченко —  Марина
- В'ячеслав Невинний —  Голова колгоспу
- Ірина Мурзаева —  баба Поля
- Олександр Январьов —  Міліціонер

## Творча група
- Автор сценарію: Віктор Мережко
- Режисер-постановник: Олександр Ітигілов
- Оператор-постановник: Валерій Рожко
- Композитор: Євген Дога